# Тшцяна (Ряшівський повіт)
Тшцяна (пол. Trzciana) — село в Польщі, у гміні Свільча Ряшівського повіту Підкарпатського воєводства.
Населення — 2657 осіб (2011).
У 1975-1998 роках село належало до Ряшівського воєводства.

## Демографія
Демографічна структура станом на 31 березня 2011 року:
|          | Загалом | Допрацездатний вік | Працездатний вік | Постпрацездатний вік |
| -------- | ------- | ------------------ | ---------------- | -------------------- |
| Чоловіки | 1296    | 301                | 852              | 143                  |
| Жінки    | 1361    | 310                | 753              | 298                  |
| Разом    | 2657    | 611                | 1605             | 441                  |